# Cinnabon
Cinnabon ([синнабо́н] от англ. cinnamon «корица» + лат. bone «хорошо») — международная сеть закусочных кафе-пекарен, где основными блюдами являются булочки с корицей, сливочным сыром и кексы. Сеть имеет более 1100 кафе-пекарен по всему миру. Представлена в более 60 странах. Частично развивается по принципу франшизы.
Первая пекарня Cinnabon была открыта в 1985 году в городе Сиэтле, штат Вашингтон, США. Корица сорта Макара выращивается специально для Cinnabon в горах Индонезии.

## Галерея

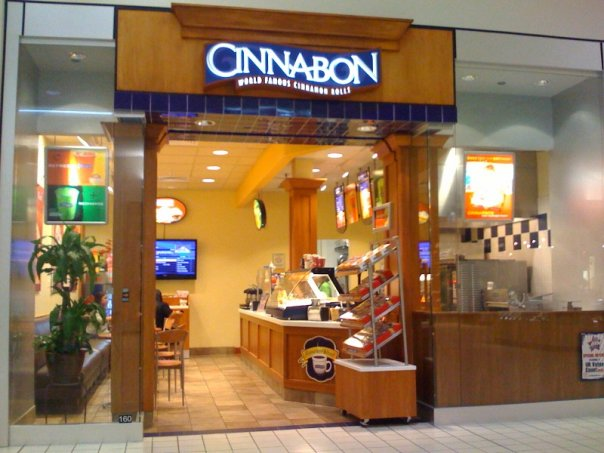
Типичная кафе-пекарня Cinnabon в Калифорнии
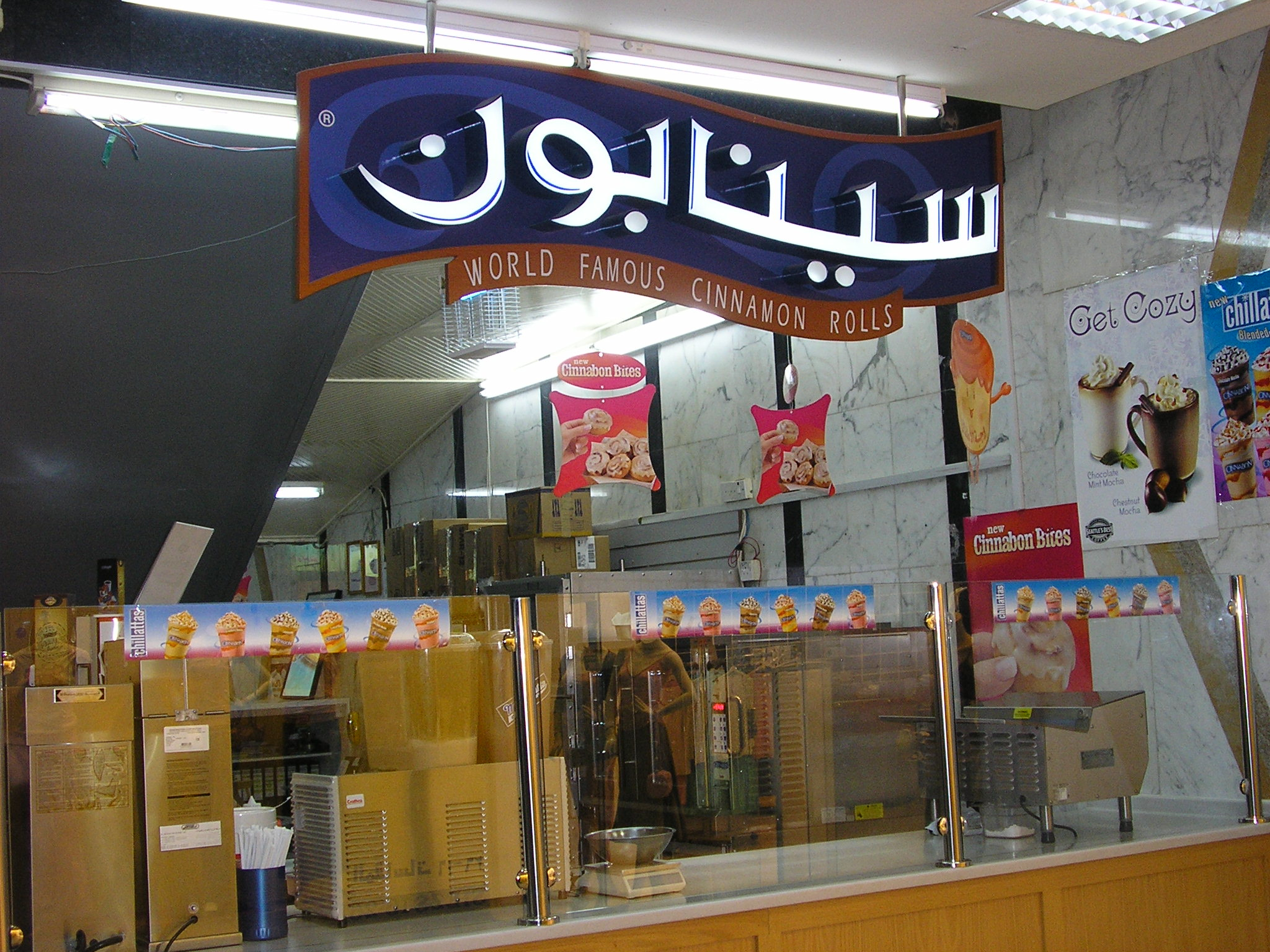
Кафе-пекарня Cinnabon в Медине, Саудовская Аравия
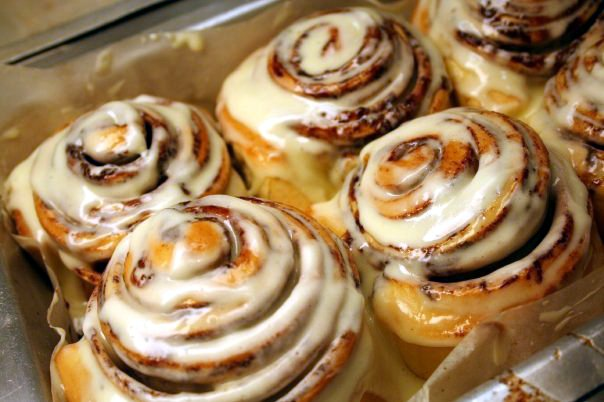
Классический ролл Cinnabon